# Marinha de Bangladexe

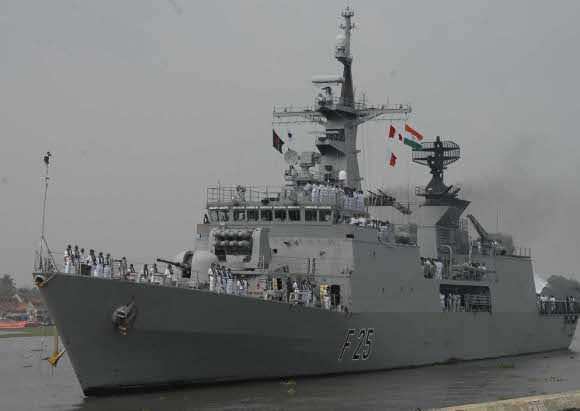
A fragata BNS Bangabandhu

A Marinha de Bangladexe (em bengali:  বাংলাদেশ নৌবাহিনী; Bangladesh Nou Bahini) é o ramo da guerra naval das Forças Armadas de Bangladexe, responsável pelos 118.813 quilômetros quadrados de área territorial marítima de Bangladexe e pela defesa de abrigos importantes, bases militares e zonas econômicas.
O principal papel da Marinha de Bangladexe é proteger os interesses econômicos e militares do país em território nacional e no exterior. A marinha de Bangladexe também é uma força de gestão de desastres de linha de frente em Bangladexe e participa de missões humanitárias no exterior. É um ator regional importante nos esforços de combate ao terrorismo e se engaja na manutenção da paz global com as Nações Unidas.